# Primaatspaleis
Het Primaatspaleis is een 18e-eeuws stadspaleis in Bratislava (tot 1919: Presburg). In dit paleis werd in het jaar 1805 de Vrede van Presburg getekend. Het woord primaat verwijst naar het hoofd van de Rooms-Katholieke Kerk in Hongarije. 
Het complex werd voor primaat József Batthyány tussen 1778 en 1781 naar het ontwerp van de Oostenrijks-Hongaarse architect Melchior Hefele gebouwd. Tegenwoordig wordt het paleis gebruikt door de burgemeester van Bratislava.

## Geschiedenis
Het paleis is vooral bekend om de Vrede van Presburg. Deze vrede, die werd gesloten in de Spiegelzaal, beëindigde de Derde Coalitieoorlog. Dit verdrag was de eigenlijk de vierde Vrede van Presburg. Ook in 1271, 1491 en 1626 werden er in deze stad vredesverdragen gesloten. De voornaamste ondertekenaars van deze vierde vrede waren de tweede Vorst van Liechtenstein en graaf Ignác Gyulay namens Oostenrijk en Charles-Maurice de Talleyrand namens Frankrijk. Het vredesverdrag kwam tot stand na de door de Derde Coalitie verloren Slag bij Austerlitz. Het verdrag bracht in Midden-Europa een grote verandering teweeg. De kieskeizerlijke titel van het Heilige Roomse Rijk werd afgeschaft en vervangen voor de erfelijke titel Keizer van Oostenrijk, omdat het Heilige Roomse Rijk was veroverd door keizer Napoleon Bonaparte. Keizer Frans II riep die nieuwe titel hier uit. Tegenwoordig wordt deze uitgebeeld in een buste van deze keizer. Dit borstbeeld bevindt zich in het trappenhuis, vlak bij de ingang van spiegelzaal in dit paleis.
In deze spiegelzaal kwam in de eerste helft van de 19de eeuw het hogerhuis (felsőtábla) van de Hongaarse Landdag (Országgyűlés) bijeen. Hier werden tijdens de Hongaarse Revolutie door koning Ferdinand V van Hongarije de Aprilwetten afgekondigd. Bij deze belangrijke rede waren op op 15 maart 1848 de staatsmannen Lajos Batthyány, Lajos Kossuth, Bertalan Szemere, Ferenc Deák, Paul III Anton Esterházy, Lázár Mészáros, József Eötvös, Gábor Klauzál en István Széchenyi aanwezig. 
Vanaf 1848 tot 1864 huisvestte het gebouw de Hongaarse Academie van Wetenschappen, die in het laatste jaar eveneens naar Pest  werd verplaatst. De mecenas en aanjager achter de Academie van Wetenschappen was de staatsman en wetenschapper István Széchenyi, tevens de man achter de Kettingbrug, die Boeda en Pest met elkaar verbindt.
In 1902 werd het paleis door het aartsbisdom aan de stad Presburg verkocht. Bij de aansluitende renovatie werden zes belangrijke 17e-eeuwse Engelse wandtapijten gevonden. Op een ervan wordt de Griekse mythe van Hero en Leander verbeeld. Deze wandtapijten zijn in de buurt van Londen gemaakt.
Tussen 1993 en 1996 diende het gebouw tijdelijk als presidentieel paleis van Slowakije, totdat diens residentie werd verplaatst naar het Grassalkovichpaleis. Sindsdien zetelt de burgemeester van Bratislava in het paleis. Een deel van het paleis is als museum in gebruik.
Op de locatie van dit paleis heeft de 16e-eeuwse Zwitserse renaissancewetenschapper Paracelsus enige tijd gewoond. Dat hij hier gewoond heeft wordt weergegeven in een herdenkingsplaquette.